# Syrphophagus feralis
Syrphophagus feralis är en stekelart som först beskrevs av Girault 1929.  Syrphophagus feralis ingår i släktet Syrphophagus och familjen sköldlussteklar. Inga underarter finns listade i Catalogue of Life.